# En kvinnas list
En kvinnas list är en brittisk thrillerfilm från 1994 i regi av John Dahl. I huvudrollerna ses Linda Fiorentino, Peter Berg och Bill Pullman. Fiorentinos rollprestation omtalades om att den skulle nomineras till en Oscar, men eftersom filmen visades på kabel-tv kanalen HBO innan den fick biopremiär var hon inte berättigad till det.
1999 fick filmen uppföljaren The Last Seduction II, där dock ingen av de ursprungliga skådespelarna medverkade och där Joan Severance spelade Fiorentinos roll.

## Rollista (urval)
- Linda Fiorentino - Bridget Gregory
- Peter Berg - Mike Swale
- Bill Pullman - Clay Gregory
- Bill Nunn - Harlan
- J.T. Walsh - Frank Griffith
- Dean Norris - Shep